# Approssimazione per i campi gravitazionali deboli
L'approssimazione per i campi gravitazionali deboli o gravità linearizzata o linearizzazione delle equazioni di Einstein è uno schema di approssimazione nella relatività generale in cui vengono ignorati i contributi non lineari della metrica dello spazio-tempo. Ciò permette di semplificare lo studio di molti problemi. 

## Il metodo
Nella gravità linearizzata, il tensore metrico dello spazio-tempo {\displaystyle g} è trattato come la somma della soluzione delle equazioni di Einstein di base, di solito lo spazio piatto di Minkowski e una perturbazione {\displaystyle h}.
{\displaystyle g\,=\eta +h}
dove η è la metrica di fondo non dinamica perturbante e {\displaystyle h} rappresenta la deviazione dell'esatta metrica (g) dello spazio-tempo piatto.
La perturbazione è trattata usando i metodi della teoria perturbativa. L'aggettivo "linearizzata" significa che nella perturbazione vengono ignorati tutti i termini di ordine superiore a uno (quadratici in h, cubici in h, ecc...).

## Applicazioni
Le equazioni di campo di Einstein, essendo non lineari nella metrica, sono difficili da risolvere esattamente e lo schema di perturbazione precedente permette di ottenere equazioni di campo di Einstein linearizzate. Queste equazioni sono lineari nella metrica e la somma delle due soluzioni delle equazioni di campo di Einstein linearizzate sono anche una soluzione. L'idea di 'ignorare la parte non lineare' viene così incapsulata in questa procedura di linearizzazione. 
Il metodo è usato per derivare il limite newtoniano, comprese le prime correzioni, molto simile a una derivazione per l'esistenza delle onde gravitazionali che conducono, dopo quantizzazione, ai gravitoni. Per questo motivo l'approccio concettuale della gravità linearizzata è quello canonico nella fisica delle particelle, nella teoria delle stringhe e più in generale nella teoria quantistica dei campi dove i campi classici (bosonici) sono espressi come stati coerenti di particelle.
Questa approssimazione è anche nota come approssimazione del campo debole in quanto è valida solo per gli h piccoli.

### Approssimazione del campo debole
Nell'approssimazione del campo debole, la simmetria di gauge viene associata ai diffeomorfismi con piccoli  "spostamenti" (i diffeomorfismi con estesi spostamenti ovviamente violano l'approssimazione del campo debole), che ha la forma esatta (per trasformazioni infinitesimali)
{\displaystyle \delta _{\vec {\xi }}h=\delta _{\vec {\xi }}g-\delta _{\vec {\xi }}\eta ={\mathcal {L}}_{\vec {\xi }}g={\mathcal {L}}_{\vec {\xi }}\eta +{\mathcal {L}}_{\vec {\xi }}h=\left[\xi _{\nu ;\mu }+\xi _{\mu ;\nu }+\xi ^{\alpha }h_{\mu \nu ;\alpha }+\xi _{;\mu }^{\alpha }h_{\alpha \nu }+\xi _{;\nu }^{\alpha }h_{\mu \alpha }\right]dx^{\mu }\otimes dx^{\nu }}
Dove {\displaystyle {\mathcal {L}}} è la derivata di Lie considerando che η non muta (per definizione). Da notare che stiamo sollevando e abbassando gli indici rispetto a η e non g e le derivate covarianti (connessione di Levi-Civita) rispetto a η. Questa è la pratica standard nella gravità linearizzata. Il modo di pensare nella gravità linearizzata è questo: la metrica di fondo η è la metrica e h è un campo che si propaga oltre lo spazio-tempo con questo metrica.
Nel limite del campo debole, questa trasformazione di gauge si semplifica in
{\displaystyle \delta _{\vec {\xi }}h_{\mu \nu }\approx \left({\mathcal {L}}_{\vec {\xi }}\eta \right)_{\mu \nu }=\xi _{\nu ;\mu }+\xi _{\mu ;\nu }}
L'approssimazione del campo debole è utile nel trovare i valori di certe costanti, per esempio nelle equazioni di campo di Einstein e nella metrica di Schwarzschild.

## Equazioni di campo linearizzate di Einstein
Le equazioni di campo linearizzate di Einstein sono un'approssimazione per le equazioni di campo di Einstein valida per un debole campo gravitazionale e viene usata per semplificare molti problemi nell'ambito della relatività generale e studiare i fenomeni di radiazione gravitazionale. Questa approssimazione viene inoltre utilizzata per derivare la gravità newtoniana come un'approssimazione del campo debole della gravità einsteiniana.
Esse si ottengono assumendo che la metrica dello spazio-tempo sia solo leggermente diversa da quella di base (di solito una metrica di Minkowski). Quindi la differenza nelle metriche può essere considerata come un campo su linea di base metrica, il cui comportamento è approssimato per mezzo di un insieme di equazioni lineari.

### Derivazione per la metrica di Minkowski
A partire dalla metrica per uno spazio-tempo nella forma
{\displaystyle g_{ab}=\eta _{ab}+h_{ab}}
dove {\displaystyle \,\eta _{ab}} è la metrica Minkowski e {\displaystyle \,h_{ab}} — talvolta scritta come {\displaystyle \varepsilon \,\gamma _{ab}} — è la deviazione di {\displaystyle \,g_{ab}} da essa. {\displaystyle h} deve essere trascurabile in confronto a {\displaystyle \eta }: {\displaystyle \left|h_{\mu \nu }\right|\ll 1} (e in modo simile per tutte le derivate di {\displaystyle h}). Quindi si ignorano tutti i prodotti di {\displaystyle h} (o sue derivate) con {\displaystyle h} o sue derivate (equivale a ignorare tutti i termini di ordine superiore a 1 in {\displaystyle \varepsilon }). Si assume inoltre che in questo schema di approssimazione tutti gli indici di H e delle sue derivate siano innalzati e abbassati con {\displaystyle \eta }.
La metrica h è chiaramente simmetrica, dato che lo sono g e η. La condizione di consistenza {\displaystyle g_{ab}g^{bc}=\delta _{a}{}^{c}} mostra che
{\displaystyle g^{ab}\,=\eta ^{ab}-h^{ab}}
I simboli di Christoffel possono essere calcolati come
{\displaystyle 2\Gamma _{bc}^{a}=(h^{a}{}_{b,c}+h^{a}{}_{c,b}-h_{bc,}{}^{a})}
dove {\displaystyle h_{bc,}{}^{a}\ {\stackrel {\mathrm {def} }{=}}\ \eta ^{ar}h_{bc,r}}, e questo è usato per calcolare il tensore di Riemann:
{\displaystyle 2R^{a}{}_{bcd}=2(\Gamma _{bd,c}^{a}-\Gamma _{bc,d}^{a})=\eta ^{ae}(h_{eb,dc}+h_{ed,bc}-h_{bd,ec}-h_{eb,cd}-h_{ec,bd}+h_{bc,ed})=}
{\displaystyle =\eta ^{ae}(h_{ed,bc}-h_{bd,ec}-h_{ec,bd}+h_{bc,ed})=h_{d,bc}^{a}-h_{bd,}{}^{a}{}_{c}+h_{bc,}{}^{a}{}_{d}-h^{a}{}_{c,bd}}
Usando {\displaystyle R_{bd}=\delta ^{c}{}_{a}R^{a}{}_{bcd}} si ottiene
{\displaystyle 2R_{bd}=h_{d,br}^{r}+h_{b,dr}^{r}-h_{,bd}-h_{bd,rs}\eta ^{rs}}
Quindi le equazioni linearizzate di Einstein sono
{\displaystyle 8\pi T_{bd}\,=R_{bd}-R_{ac}\eta ^{ac}\eta _{bd}/2}
o 
{\displaystyle 8\pi T_{bd}=(h_{d,br}^{r}+h_{b,dr}^{r}-h_{,bd}-h_{bd,r}{}^{r}-h_{s,r}^{r}{}^{s}\eta _{bd})/2+(h_{,a}{}^{a}\eta _{bd}+h_{ac,r}{}^{r}\eta ^{ac}\eta _{bd})/4}
O, in modo equivalente:
{\displaystyle 8\pi (T_{bd}-T_{ac}\eta ^{ac}\eta _{bd}/2)\,=R_{bd}}
{\displaystyle 16\pi (T_{bd}-T_{ac}\eta ^{ac}\eta _{bd}/2)\,=h_{d,br}^{r}+h_{b,dr}^{r}-h_{,bd}-h_{bd,rs}\eta ^{rs}}

### Sviluppi perturbativi ad ordini superiori
Partendo dallo sviluppo lineare sopra esposto si può tentare di aumentare la precisione dell'approssimazione utilizzando nello sviluppo in serie anche termini quadratici e superiori.
Le principali tecniche usate sono:
- l'espansione post-newtoniana (PN)
- l'espansione parametrizzata post-newtoniana (PPN)
- l'espansione-post-minkowskiana (PM)

dove l'espansione post-newtoniana di grado zero (0PN) corrisponde alla teoria della gravitazione di Newton e quella di grado zero post-minkowskiana (0PM) corrisponde alla teoria della relatività ristretta.

## Applicazioni
Le equazioni di Einstein linearizzate sono usate principalmente nella teoria della radiazione gravitazionale, dove il campo gravitazionale lontano dalla sorgente viene approssimato tramite queste equazioni.